# Téridő

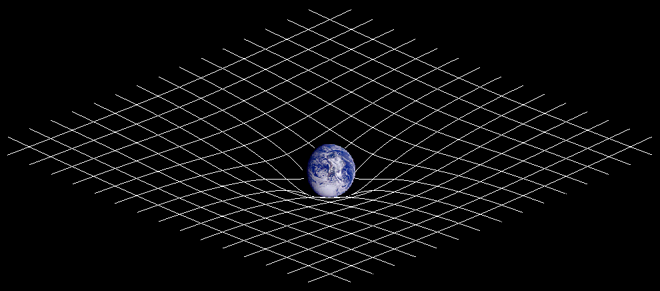
A téridő görbületének háromdimenziós analógiája. Az anyag megváltoztatja a téridő geometriáját, a görbült téridőt gravitációként érzékeljük. A fehér vonalak a téridő koordináta-rendszerét jelölik, ami sík téridőben egy négyzetrács lenne.

A Téridő minden pontjának négy paramétere van: a térbeli elhelyezkedés és az időpont. Egy megfigyelő az eseményeket mindig a saját idejének vonatkoztatási rendszerében kezeli – a tér más pontján ehhez képest torzulások észlelhetőek.

A téridő a fizikában egy matematikai modell, ami egy sokaságban egyesíti a teret és az időt, a Világegyetem szerkezetét leírva. A téridő általában egy négydimenziós koordináta-rendszer, három tér- és egy idődimenzióval; a rendszer pontjai egy-egy eseménynek felelnek meg. A relativitáselmélet előtti fizika a téridő geometriáját euklideszinek, a tér- és idődimenziókat egymástól és a bennük elhelyezkedő testektől függetlennek tekintette; a speciális relativitáselmélet szerint azonban a téridő Minkowski-geometriával írható le, és a benne egymáshoz képest mozgó megfigyelők mást-mást érzékelnek térnek és időnek; a pontos összefüggést a Lorentz-transzformáció adja meg. Az általános relativitáselmélet szerint pedig az anyag meggörbíti maga körül a téridőt, ami egy Riemann-geometriával jellemezhető. Egyes modern kozmológiai elképzelések, mint például a húrelmélet pedig négynél több dimenziót feltételeznek, noha ezek az extra dimenziók kompaktak, a Planck-hosszal összemérhetően kis méretűek, ezért a makroszkopikus hétköznapi életben nem látjuk őket.